# Gerhard Plumpe
Gerhard Plumpe (* 22. April 1946) ist ein deutscher Germanist. Er war Hochschullehrer und Professor für Germanistik im Fachbereich Neuere Deutsche Literaturwissenschaft an der Ruhr-Universität Bochum. 
1966 legte Plumpe das Abitur am Gymnasium Petrinum in Recklinghausen ab. 1975 promovierte er an der Ruhr-Universität Bochum zum Dr. phil. mit einer Arbeit über Alfred Schuler und die Funktion des Mythos in der literarischen Moderne. 1986 erfolgte gleichfalls an der Ruhr-Universität die Habilitation mit einer von Michel Foucaults Diskursanalyse inspirierten Studie zur Fotografie in der Epoche des Realismus. Von 1995 bis 2011 war er Professor an der Ruhr-Universität Bochum.
Seit Ende der 1980er Jahre hat sich Plumpe in zahlreichen Veröffentlichungen vor allem dafür eingesetzt, eine systemtheoretische Literaturwissenschaft zu begründen, die bestrebt ist, die Systemsoziologie Niklas Luhmanns auf literarische Phänomene der Moderne anzuwenden. Angestrebt wird damit eine Erneuerung der Sozialgeschichte der Literatur, die jenseits der lange Zeit die deutschsprachige Literatursoziologie dominierenden Widerspiegelungstheorie des Marxismus Einsichten in die gesellschaftliche Bedingtheit literarischer Prozesse ermöglicht.
Plumpe gilt als Hauptexponent des in den 1990er Jahren an der Ruhr-Universität Bochum entstandenen „Bochumer Modells“ innerhalb der systemtheoretisch orientierten Literaturwissenschaft. Darin vertritt er u. a. die These, dass das Literatursystem eine im Zuge wachsender Freizeitkontingente gesellschaftlich notwendig werdende Unterhaltungsfunktion mit Hilfe der Leitdifferenz „interessant“ / „langweilig“ erfülle. Dabei übernehmen die literarischen Werke eine zentrale Aufgabe als symbolisch generalisierte Kommunikationsmedien innerhalb des Literatursystems. 
In den letzten Jahren sind vor allem Plumpes Publikationen zum Realismus (Literatur) des 19. Jahrhunderts, zum ästhetischen Diskurs der Moderne sowie zur Problematisierung und systemtheoretisch fundierten Reformulierung literarischer Epochenbegriffe einem breiteren Fachpublikum bekannt geworden.
Gerhard Plumpe ist der Bruder des Historikers Werner Plumpe.

## Veröffentlichungen (Auswahl)
- Das Interesse am Anfang. Zur Bachofenforschung. In: Hans-Jürgen Heinrichs (Hrsg.): Materialien zu Bachofens ‘Das Mutterrecht’. Frankfurt 1975, S, 196–212.
- Alfred Schuler. Chaos und Neubeginn. Zur Funktion des Mythos in der Moderne; dargestellt am "Kosmikerkreis". Edition Agora, Berlin 1978, ISBN 3-87008-052-3 (zugleich Dissertation, Ruhr-Universität Bochum, 1975)
- Der tote Blick. Zum Diskurs der Photographie in der Zeit des Realismus. Fink, München 1990, ISBN 3-7705-2592-2 (zugleich Habil.-Schr., Ruhr-Universität Bochum, 1990)
- Ästhetische Kommunikation der Moderne. Westdeutscher Verlag, Opladen 1993

1. Von Kant bis Hegel. ISBN 3-531-12393-9
2. Von Nietzsche bis zur Gegenwart. ISBN 3-531-12400-5

- Literatur ist codierbar. Aspekte einer systemtheoretischen Literaturwissenschaft (zusammen mit Niels Werber). In: Siegfried J. Schmidt (Hrsg.): Literaturwissenschaft und Systemtheorie. Positionen, Kontroversen, Perspektiven. Westdt. Verlag, Opladen 1993, ISBN 3-531-12418-8, S. 9–43.
- Beobachtungen der Literatur. Aspekte einer polykontexturalen Literaturwissenschaft. Westdeutscher Verlag, Opladen 1995, ISBN 3-531-12665-2 (zusammen mit Niels Werber)
- Epochen moderner Literatur. Ein systemtheoretischer Entwurf. Westdeutscher Verlag, Opladen 1995, ISBN 3-531-12527-3
- Bürgerlicher Realismus und Gründerzeit 1848 bis 1890. Dtv, München 1996, ISBN 3-423-04348-2 (zusammen mit Edward McInnes)
- Theorie des bürgerlichen Realismus. Reclam, Stuttgart 1997, ISBN 3-15-008277-3